# Объединение за демократию и прогресс
Объединение за демократию и прогресс (англ. Rally for Democracy and Progress) — политическая партия в Намибии. Лидер партии Майк Кавекотора

## История
Партия «Объединение за демократию и прогресс» была создана 17 ноября 2007 года. Лидерами партии были бывшие члены «Организации народов Юго-Западной Африки» (СВАПО) Хидипо Хамутеня и Йешая Ньяму. В момент своего появления партия считалась наиболее опасным конкурентом для правящей Организации народов Юго-Западной Африки. Однако лидер правящей партии Пендукени Ивула-Итана на митинге который прошел 19 января 2008 года заявил, что: «Объединение за демократию и прогресс является партией одного племени Ошивамбо и одного региона Охангвена». В декабре 2008 год партия «Объединение за демократию и прогресс» провела свой первый съезд, где Хамутеня был официально избран лидером партии. В числе других лидеров были Стив Безуйденудт, Изая Ньяму и Агнес Лимбо. На выборах 2009 года Объединение за демократию и прогресс получило 11 % голосов избирателей и 8 мест в Национальной ассамблее. Лидер партии и кандидат в президенты Хидипо Хамутеня получил 10,91 % голосов. В марте 2010 года из-за того, что партия не признавала результаты выборов 2009 года, Объединение за демократию и прогресс бойкотировало церемонию присяги Национальной ассамблеи Намибии. Только 14 сентября 2010 года депутаты от Объединения за демократию и прогресс приняли присягу. 8 сентября 2010 года партия Объединение за демократию и прогресс подписала меморандум о взаимопонимании с Республиканской партией (этому способствовало то, что новый председатель Республиканской партии Клара Говасес ранее состояла в Объединении за демократию и прогресс). Была достигнута договорённость о координации на выборах, политическом сотрудничестве и последующем слиянии с целью отстранения Организации народов Юго-Западной Африки от власти. Однако, весной 2014 года союз был расторгнут из-за несогласованности по поводу кандидатов в депутаты на следующие выборы.